# 장크트갈렌역
장크트갈렌역(독일어: Bahnhof St. Gallen)은 스위스 장크트갈렌주의 주도인 장크트갈렌 마을을 운행한다. 표준궤 장크트갈렌–빈터투어, 로르샤흐–장크트갈렌 그리고 스위스 연방 철도의 로만스호른–토겐부르크선과 아펜첼 철도의 1,000mm 궤간 아펜첼–장크트갈렌-토르겐선의 교차점에 있다.
1856년에 개통되어 20세기 초에 완전히 재건된 역은 스위스 연방 철도가 소유 및 운영하고 있으며, 장크트갈렌 S-반의 중심지이다. 또한 아펜첼 철도(AB)의 중앙역이자 본관 앞 시내 및 시내버스 연결의 역할을 한다.

## 레이아웃
장크트갈렌 기차역은 도심 서쪽에 있는 반호프플라츠에 있다. 역의 표준궤 부분은 7개의 선로(1~7번)를 제공하는 4개의 플랫폼(1개의 섬 플랫폼과 3개의 측면 플랫폼)으로 구성된다. 아펜첼 철도는 역 앞마당에 있는 한 쌍의 측면 플랫폼에서 11번 트랙과 12번 트랙을 운행한다.

## 운행편
2020년 12월 시간표 변경에 따라 다음 철도 서비스가 장크트갈렌에서 정차한다.
- 유로시티 : 취리히 중앙역과 뮌헨 중앙역 사이를 2시간 간격으로 운행한다.
- 인터시티 : 제네바 공항까지 30분 간격으로 운행하고 로르샤흐까지 매시간 운행한다.
- 포어알펜 익스프레스 : 루체른까지 매시간 운행.
- 인터레기오 : 취리히 중앙역과 쿠어 사이를 매시간 운행한다.
- 레기오익스프레스 : 헤리자우와 콘스탄츠 사이의 보덴제–토겐부르크선을 통해 매시간 운행.
- 장크트갈렌 S-반 :
  - S1: 빌과 샤프하우젠 사이를 30분 간격으로 운행한다.
  - S2: 네슬라우-노이 장크트 요한과 알트슈태텐 SG 사이의 보덴제-토겐부르크 철도를 통한 매시간 운행
  - S4: 보덴제-토겐부르크 철도 그리고 자르간스를 경유해 로르샤흐-장크트갈렌 철도를 통한 시간별 운행 (순환 운행).
  - S5: 바인펠덴으로 가는 장크트갈렌-빈터투어 철도에 매시간(또는 더 짧게) 운행 / 장크트 마르그레텐으로 가는 로르샤흐-장크트갈렌 철도를 통한 매시간 운행
  - S20: 아펜첼과 트로겐 사이에 아펜젤-장크트갈렌- 트로겐 철도를 통한 러시아워 운행.
  - S21: 아펜첼과 트로겐 사이에 아펜젤-장크트갈렌-트로겐 철도를 통한 30분 간격 운행
  - S22: 토이펜 AR과 트로겐 사이의 러시아워 운행
  - S81: 보덴제-토겐부르크 철도를 통해 헤리자우까지 매시간 운행.
  - S82: 비텐바흐까지 보덴제-토겐부르크 철도를 통한 러시아워 운행

## 같이 보기
- 스위스의 철도